# غار دوفیری
اشکفت دوفیری مربوط به دوره صفوی است و در شهرستان دنا، روستای بن‌زرد سفلی واقع شده و این اثر در تاریخ ۱۹ دی ۱۳۵۶ با شمارهٔ ثبت ۱۵۷۲ به‌عنوان یکی از آثار ملی ایران به ثبت رسیده است.